# Mercado de Gyeongdong
El Mercado de Gyeongdong o el Mercado de Kyungdong (en coreano: 경동시장) ubicado en el 1035 del área Jaegi-dong de Dongdaemun-gu, Seúl, es uno de los mercados más grandes de medicina y de ginseng a base de hierbas de Corea del Sur. Desde su creación en 1960, el mercado  suministraba el 70 por ciento de los ingredientes de la medicina a base de hierbas de la nación y cuenta con más de 1.000 tiendas relacionadas y clínicas de medicina oriental en la zona. Gyeongdong también sirve como un mercado mayorista y minorista que vende productos agrícolas y pescado en unos 300.000 metros cuadrados, alrededor de cinco veces el tamaño de estado de la copa mundial Sangam. Es servido por el metro de Seúl en las estaciones Dongdaemun-gu, Jungnang-gu, Jegi-dong en la Línea 1.